# Horst E. Wittig
Horst E. Wittig (* 1922; † 22. Januar 2002 in Bad Zwischenahn) war ein deutscher Erziehungswissenschaftler. 

## Leben
Er lehrte zunächst an der Pädagogischen Hochschule in Oldenburg bzw. später an der Universität Oldenburg und seit 1959 auch in Japan. Er war nach seiner Emeritierung Gastprofessor an der Universität Magdeburg und der Pädagogischen Hochschule in Halle sowie Mitglied im Verwaltungsrat des Mitteldeutschen Rundfunks (MDR). Seine Forschungsbibliothek wurde in Form von Nachdrucken veröffentlicht. Er war mit Hildegard Wittig (geb. Bruns) verheiratet, die als Ikebana-Künstlerin bekannt wurde, und hatte eine Tochter. Am 20. Februar 1989 erhielt er den Niedersächsischen Verdienstorden in der Ausprägung Verdienstkreuz 1. Klasse. Regional wurde er auch als Sammler japanischer Kunst bekannt.

## Veröffentlichungen (Auswahl)
- Die Marxsche Bildungskonzeption und die Sowjetpädagogik, Verlag für Wissenschaft, Wirtschaft und Technik, Bad Harzburg 1962 (ursprünglich als Dissertation)
- Schule und Arbeitswelt, in Pädagogik und Schule in Ost und West, Juni 1966, 14. Jahrgang, Heft 6
- Als Herausgeber: Pawel Petrowitsch Blonski, Die Arbeitsschule, Paderborn 1973, ISBN 978-3506783653
- mit Hildegard Wittig: Ikebana: japanische Blumenkunst; ein Lehr- und Übungsbuch des Ohara-Ikebana, Meiner Verlag, Oldenburg 1990
- Adolf Reichwein (1898–1944); Leben und Werk des politischen Pädagogen im Widerstand gegen das NS-Regime unter besonderer Berücksichtigung seiner Auseinandersetzung mit Kultur, Politik, Wirtschafts- und Sozialproblemen Ostasiens. Egelsbach 1993